# Antonio Stoppani
Antonio Stoppani (Lecco 15 de agosto de 1824 - Milán 2 de enero de 1891). Geólogo y paleontólogo italiano. En 1848 fue ordenado sacerdote en Milán. Enseñó en la universidad de Pavía y en el recién creado Politécnico de Milán. Fue uno de los fundadores del Museo cívico de Ciencias Naturales de Milán.
Fue un apasionado alpinista, lo que le llevó a convertirse, en 1874 en el primer presidente de la sección milanesa del Club Alpino Italiano.
Fue tío de María Montessori.
Entre sus obras científicas (escritas en su mayoría en francés) se destacan:
- Paleontología Lombarda (1858-1881)
- Les petrifaction d'Esino (1858-1860)
- Géologie et paleontologie des conches a Avicula Contorta en Lombardie (1860-1865)
- Curso de geología (3 volumi, 1871-1873)
- La Era Neozoica (1881)

Antonio Stoppani ha sido considerado como el padre de la geología italiana, tanto por la relevancia de sus escritos como por la profusa actividad didáctica y de divulgación científica. 

## Otros escritos
- De Milán a Damasco. Recuerdo de una caravana milanesa en 1874 (1888)
- Recuerdo de mi viaje a Oriente. Versos (1977)